# 支气管扩张药
支气管扩张药（英語：bronchodilator）是一种扩张支气管与细支气管的物质，降低呼吸系统阻力并增加通往肺部的气流量。支气管扩张药可以是内源性的（机体内自然产生的），也可以通过给药的方式服用以治疗呼吸困难。这些药物在阻塞性肺疾患中最有效，后者最常见的症状是哮喘与慢性阻塞性肺病。尽管仍存有一些争议，这些药物可能对细支气管炎是有效的。在治疗限制性肺疾病时常会开这些药，但效果未经证实。

## 副作用
交感神經性支氣管擴張劑使用後常見副作用為心悸、心跳加速、手抖等不良反應； 抗膽鹼激素支氣管擴張劑使用後常見副作用為口乾、便秘、尿滯留（前列腺肥大者須慎用）；抗發炎藥物使用後常見副作用為月亮臉、水牛肩，但以吸入給藥副作用較少；茶鹼類支氣管擴張劑常見副作用為噁心、心跳加速、暈眩等。

## 外部連結
- Drug information （页面存档备份，存于）